# Centralny Zakład Szkolenia Pracowników PKP
Centralny Zakład Szkolenia Pracowników PKP – ośrodek szkolenia pracowników Polskich Kolei Państwowych wybudowany w latach 1936–1939 w Legionowie.
Jesienią 1937 naczelnik Biura Wojskowego Dyrekcji Okręgowej Kolei Państwowych w Warszawie major dyplomowany rezerwy artylerii Jarosław Patoczka rozpoczął, na polecenie I wiceministra komunikacji inż. Juliana Piaseckiego, studia nad reorganizacją systemu szkolenia pracowników PKP. Na początku 1938 wymienionemu oficerowi powierzono przewodnictwo Komisji Studiów nad Organizacją Szkolenia. W pracach komisji wzięli udział: radca Trojnarski (służba ruchu), naczelnik mgr Pisarski (służba handlowa), naczelnik inż. Ateński (służba mechaniczna), naczelnik inż. Mizgier-Chojnacki (służba drogowa), naczelnik inż. Konieczny i starszy asesor Makus (służba elektrotechniczna) oraz radca Ostrowski. Owocem prac komisji była koncepcja zorganizowania centralnego ośrodka szkolenia pracowników kolei państwowych. Od wiosny 1939 major Patoczka wraz z kadrą dydaktyczną przystąpił do organizacji Centralnego Zakładu Szkolenia Pracowników PKP w Legionowie. 1 lipca Minister Komunikacji Juliusz Ulrych powierzył mu obowiązki dyrektora Zakładu.
Pierwsze kursy miały się rozpocząć 28 sierpnia. Organizacja praktyk w jednostkach służbowych pozostała w sferze projektu. Uruchomienie kursów przerwała mobilizacja niejawna, a następnie wybuch II wojny światowej.
Zakład miał szkolić 830 słuchaczy, a po wybudowaniu zaprojektowanych budynków, liczba słuchaczy miała wzrosnąć do 930. Czas trwania kursów miał wynosić od 8 do 18 tygodni. Każdego roku zamierzano przeszkolić 2,5 tys. pracowników kolei, a w przyszłości 3,1 tys.
Dyrektorowi zakładu podlegał fachowy personel naukowy, podzielony na sekcje szkolne odpowiadające poszczególnym służbom kolejowym. W skład każdej sekcji wchodziło 2-3 wykładowców względnie instruktorów reprezentujących różne specjalności w ramach danej służby. Na czele sekcji stał kierownik, odpowiedzialny za wykłady i ćwiczenia prowadzone przez podległą mu komórkę.
Utworzenie zakładu miało umożliwić właściwy dobór kadry dydaktycznej i instruktorskiej, stworzyć planowe i racjonalne warunki szkolenia, doskonalić metody nauczania poprzez wymianę doświadczeń i wspólne studia nad najnowszymi zdobyczami w zakresie dydaktyki i metodyki nauczania, zapewnić jednolity poziom wyszkolenia pracowników na całej sieci PKP, ułatwić kontrolę nauczania przez władze centralne, ekonomiczne wykorzystanie pomocy naukowych, stworzyć słuchaczom idealne warunki do nauki, odciążyć dyrekcje kolei od prac związanych z organizacją kursów we własnym zakresie. Słuchacze kursów mieli ponosić koszty wyżywienia i zakwaterowania, co miało obniżyć koszty funkcjonowania Zakładu.
W czasie mobilizacji alarmowej, zarządzonej 27 sierpnia 1939, zakład był miejscem formowania Ośrodka Zapasowego Wojsk Kolejowych nr 1.
Niepotwierdzone informacje mówią, iż Zakład miał stanowić też, lub jedynie, być „przykrywką” dla zaplecza szkoleniowego Oddziału II Sztabu Głównego WP.
Po II w.św. w tychże obiektach mieściło się Centrum Szkoleniowe MBP/KdsBP/MSW (1947-1972), Wyższa Szkoła Oficerska MSW (1972-1989), Wydział Bezpieczeństwa Państwa Akademii Spraw Wewnętrznych (1989-1990), zaś obecnie Centrum Szkolenia Policji (1990-). 